# Karel Krnka
Karel Krnka (6. dubna 1858 Velký Varadín, dnes Rumunsko – 25. února 1926 Praha) byl český vynálezce a konstruktér zbraní, pokračovatel díla svého otce, puškaře Sylvestra Krnky.

## Život
Absolvoval maďarskou a německou obecnou školu v Uhrách a v Petrohradě, nižší reálku ve Vídni a vyšší reálku v Praze v Panské ulici. Odešel ze školy před maturitou, aby se mohl věnovat výrobě zbraní. Nastoupil v Praze do strojírny pana Kratochvíla, ale již jako 18letý byl roku 1876 povolán do Vídně, aby zařídil rychlou výrobu nábojů pro boj Černohorců proti Turkům. Poté, co se výroba v Kaiser Ebersdorfu u Vídně rozjela, vrátil se do Prahy. Pracoval ve zbrojní továrně svého otce v Michli.
V letech 1880–1882 absolvoval s výborným prospěchem pražskou kadetní školu, byl povýšen do hodnosti poručíka a povolán k 36. pěšímu pluku do Mladé Boleslavi. Krátce narukoval do Bosny, ale vrátil se do Prahy. V letech 1882–1884 zkonstruoval samočinnou pušku "Werndlovku", která byla uvedena do rakouské vojenské zbrojní výroby. Krnka odmítl místo důstojnického učitele v rakouské kadetní škole ve Vídeňském Novém Městě a k 1.1.1887 odešel z vojenské služby do zálohy. V Praze na Vinohradech si otevřel patentovou kancelář a pokusil se založit českou zbrojovku, což se mu pro nedostatek kapitálu nepodařilo.
Na Jubilejní zemské výstavě v roce 1891 vystavoval například svoji samonabíjecí vojenskou pušku, samonabíjecí brokovnici a samonabíjecí pistoli. V letech 1898–1908 pracoval jako hlavní inženýr a ředitel v rakouské firmě G. Rotha ve Vídni, výsledkem jejich spolupráce byla pistole Roth-Steyr M1907, zařazená do výzbroje rakousko-uherské (do roku 1942 i rakouské) armády. Z firmy odešel roku 1909 pro neshody s Rothovými dědici. Nastoupil do továrny na náboje v Hirtenbergu a pokračoval ve vývoji zbraní, než jeho práci přerušila první světová válka. V ní byl rakouskými úřady střežen, rakouským ministerstvem války dokonce vyslýchán pro velezradu.
Po vzniku Československa nabídl prostřednictvím svého bratra, generálního sekretáře čsl. obchodní komory v Paříži, své služby vlasti. Roku 1922 se vrátil do Prahy. Pracoval pro zbrojovku Praga ve Vršovicích, od jara 1925 do své smrti pro Zbrojovku Brno.
Roku 1891 napsal neúspěšný návrh na založení Muzea českých vynálezů, dochovaný v rukopisu.